# 걸상

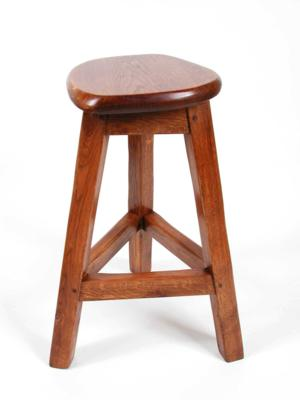
세 개의 다리가 연결된 스툴

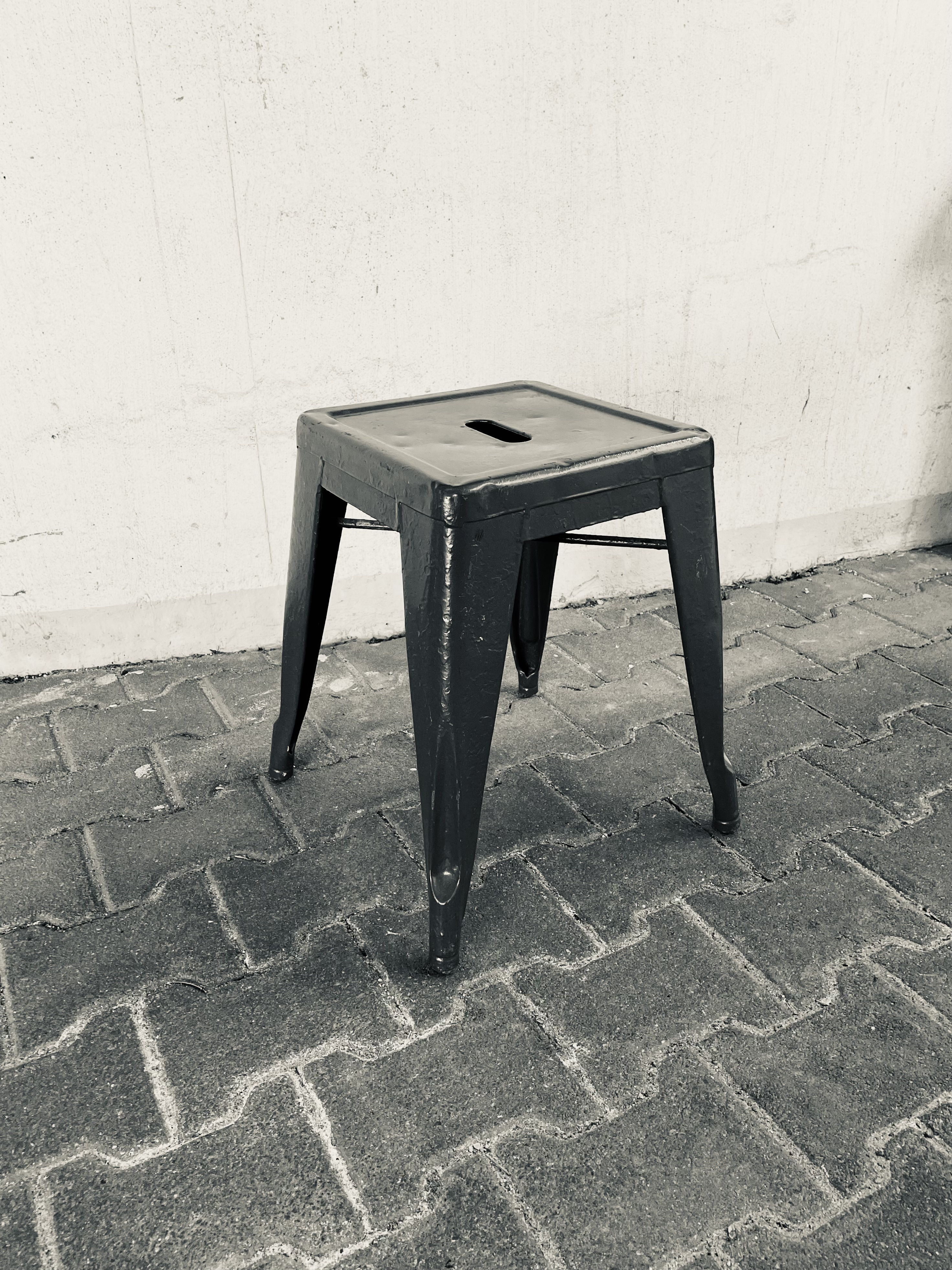
톨릭스 스툴, 1945년, 프랑스

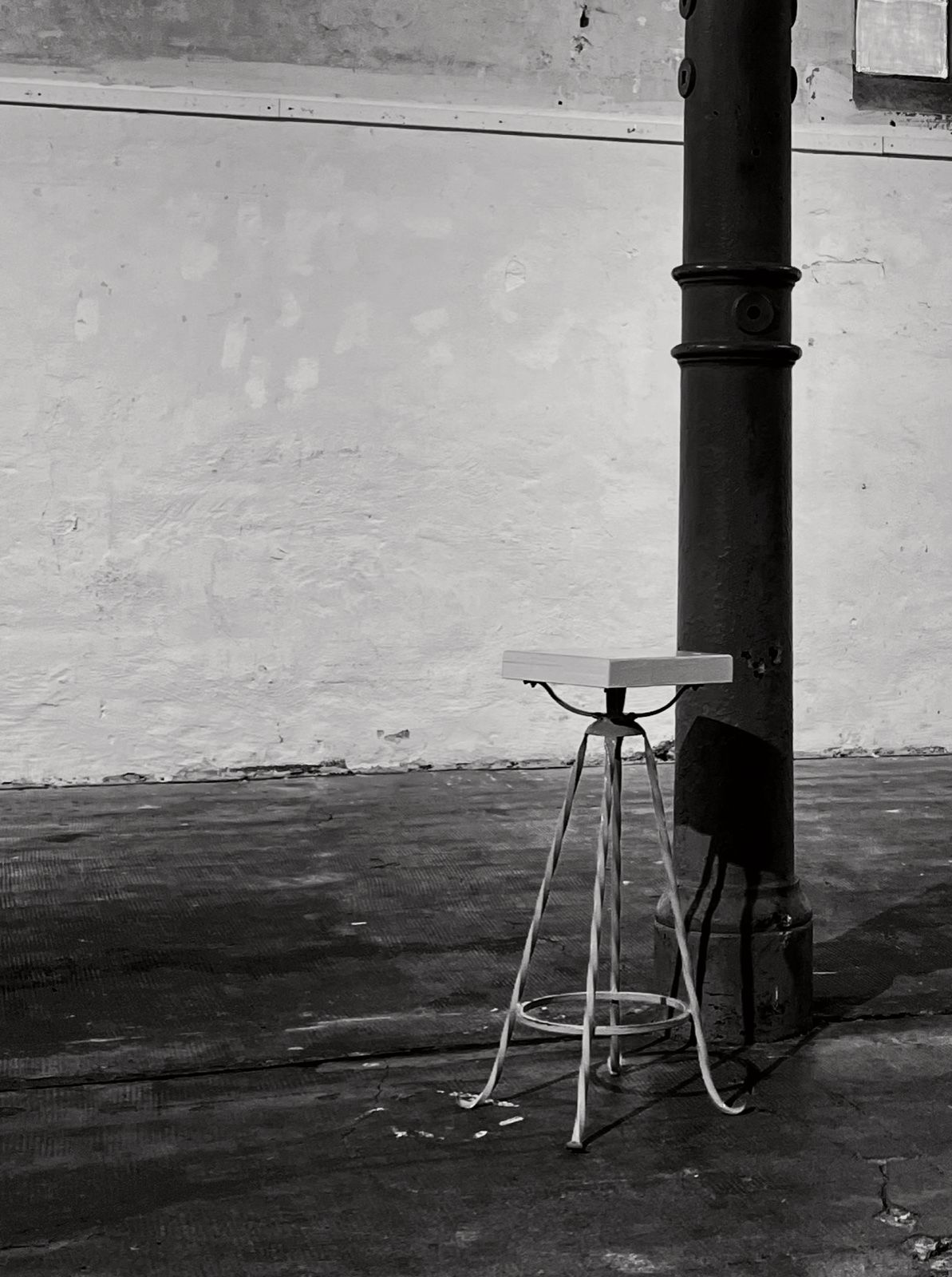
1950년 파리/프랑스산 "에펠탑" 바 스툴

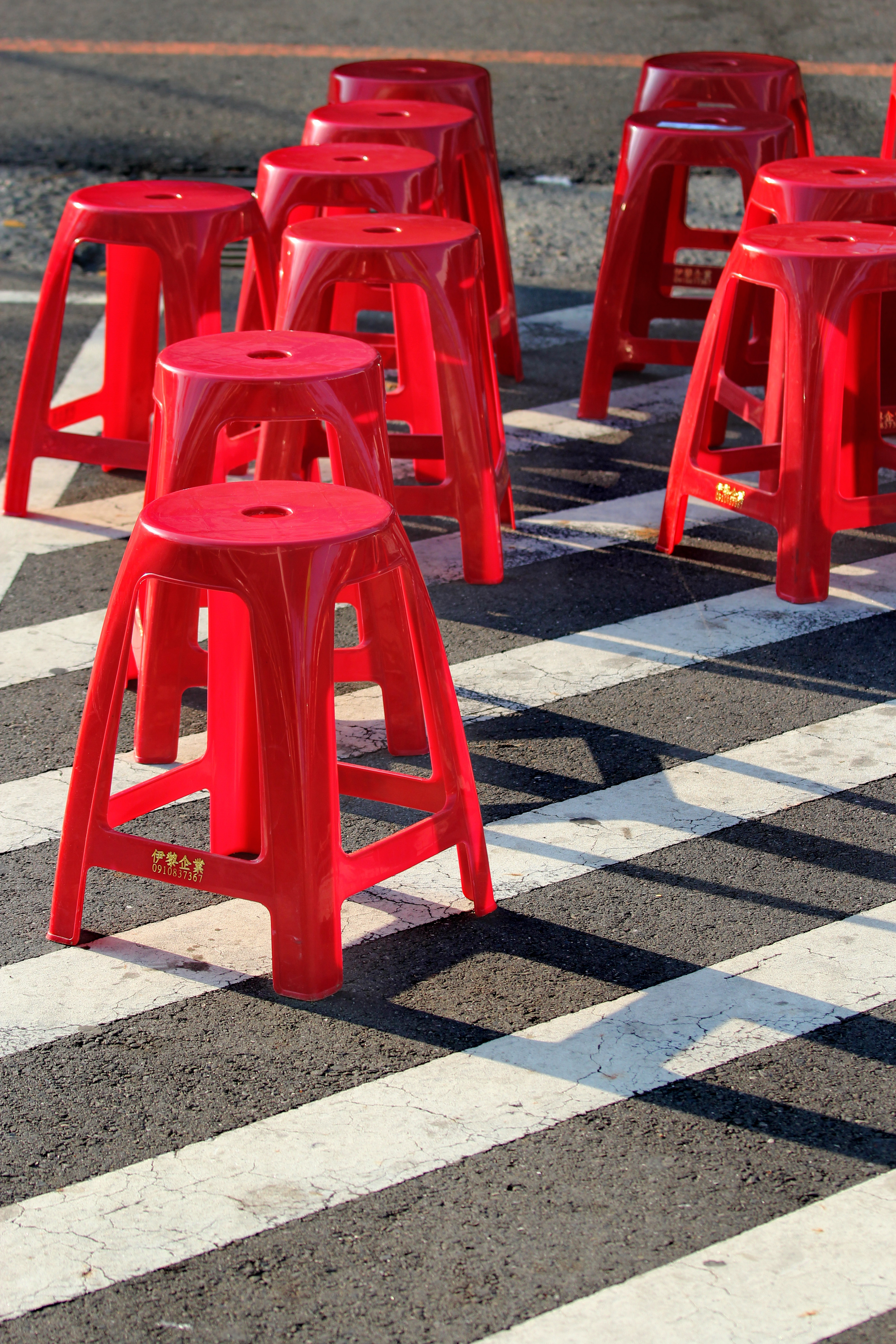
성형 플라스틱 스툴

걸상은 사람이 앉으라고 만드는 가구이다. 가로로 길쭉하여 여럿이 앉을 수 있는 것은 거상, 한 사람이 앉는 것은 의자라 한다. 특히 의자는 등받이가 있는 걸상을 지칭하는데 사용될 수 있으며 한편 영어권에서는 등받이 또는 등받이 및 팔걸이가 없는 의자를 가리킬 때 '스툴'(stool)이라는 용어를 사용한다.
스툴은 일반적으로 세 개 또는 네 개의 다리로 지지되며, 팔걸이나 등받이가 없고(초기 스툴의 경우), 보통 한 명의 사람을 수용하도록 제작된 높은 좌석이다. 가장 초기의 좌석 형태 중 일부인 스툴은 일부 현대 스툴에 등받이가 있음에도 불구하고 때때로 등받이 없는 의자라고 불린다. 접이식 스툴은 일반적으로 앉는 부분을 접이식 다리와 평행하게 회전시켜 평평하고 콤팩트한 형태로 접을 수 있다.

## 역사

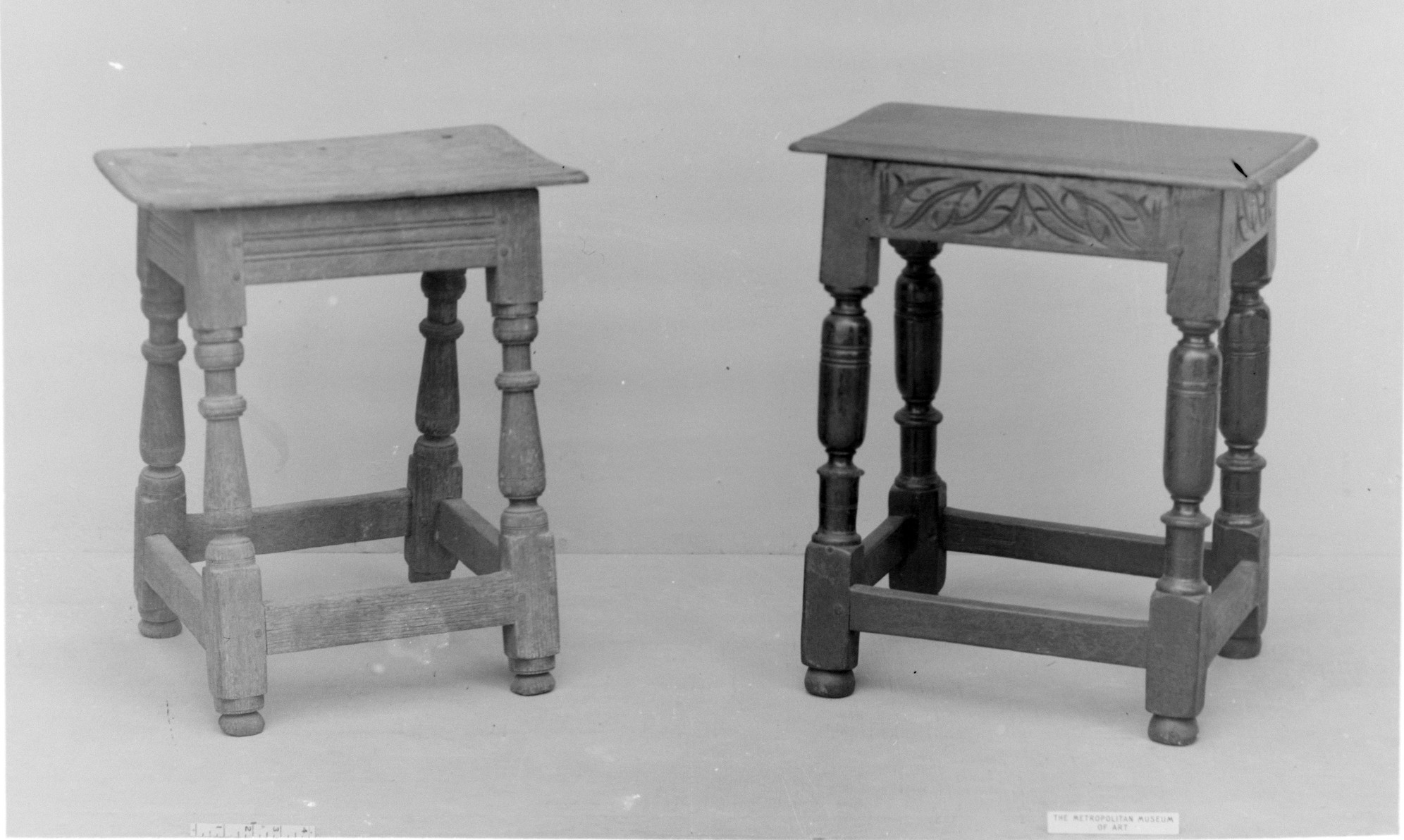
전형적인 영국 오크 조인트 스툴, 17세기

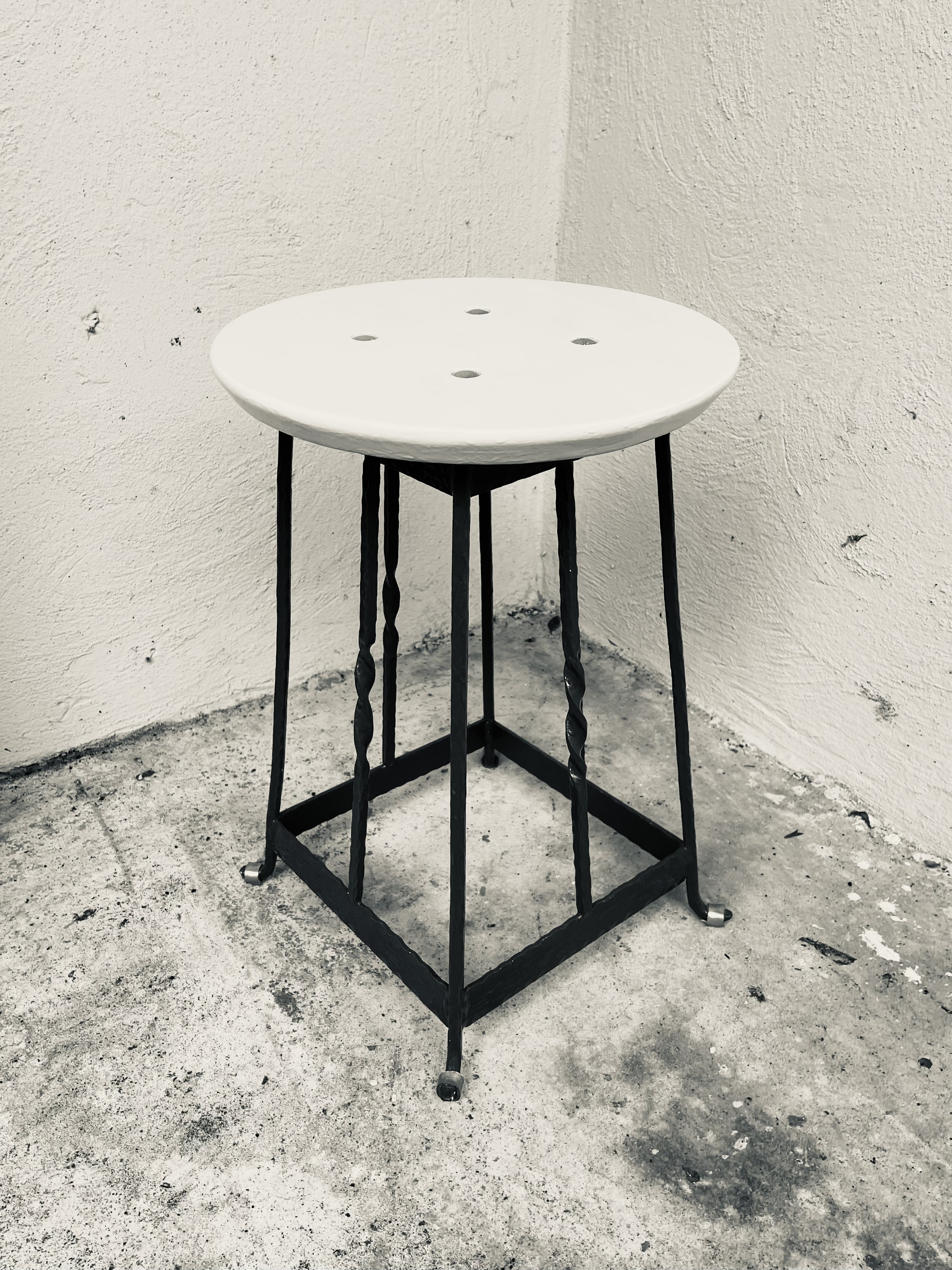
1910년 영국 재커비안 스툴

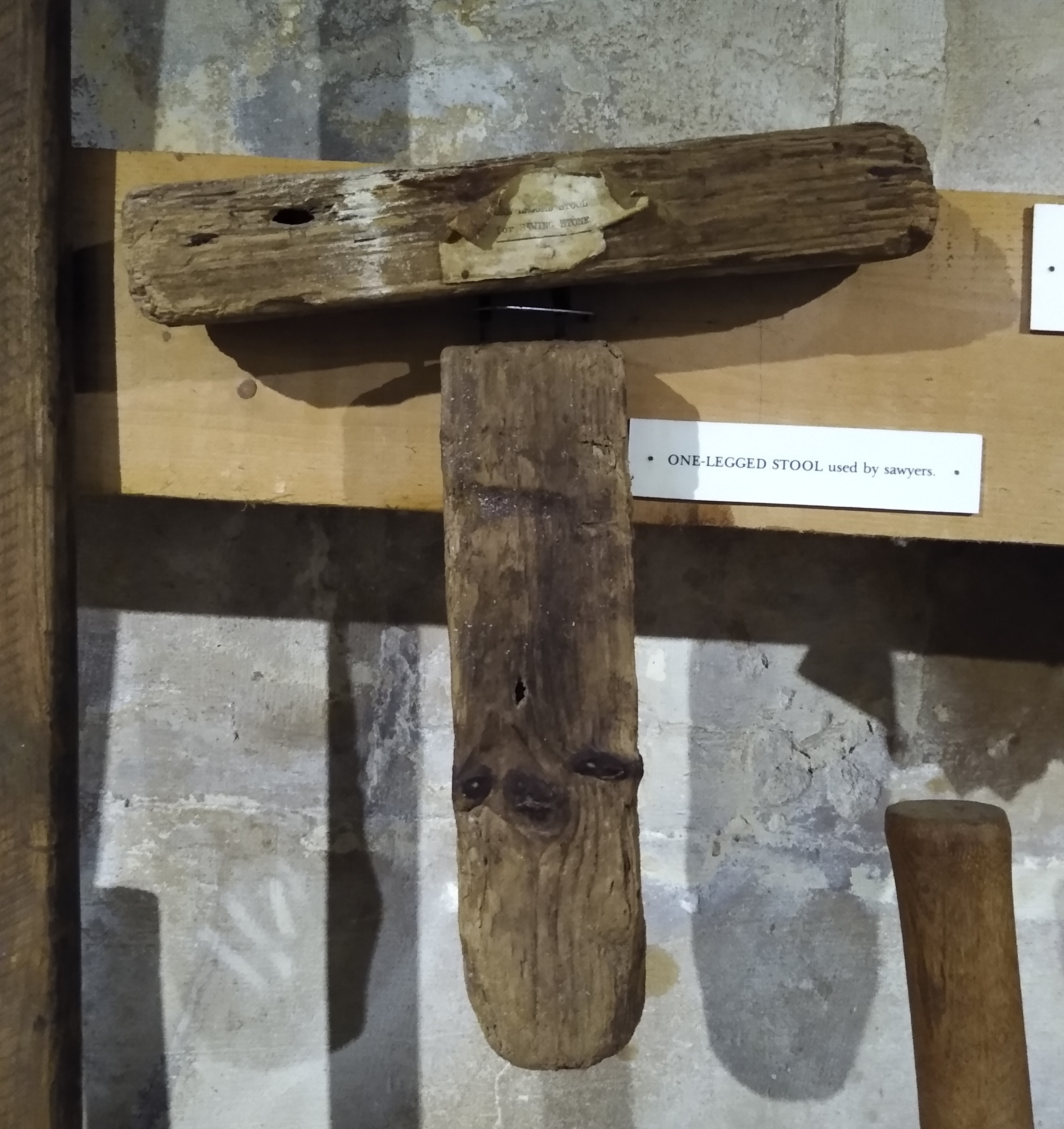
돌을 자르는 데 사용되는 한쪽 다리 스툴

스툴의 기원은 불분명하지만, 가장 초기의 목재 가구 형태 중 하나로 알려져 있다. 고대 이집트인들은 스툴을 좌석으로 사용했으며, 나중에는 발받침대로도 사용했다.
디프로스(diphros)는 고대 그리스의 네 다리 스툴로, 고정형과 접이형 모두 제작되었다.
퍼시 매쿼이드는 선반 스툴이 비잔티움에서 바랑기아 친위대를 통해 유입되었고, 그리하여 노르드 문화를 통해 유럽으로 퍼져 노르만인을 통해 영국에 도달했다고 주장한다.
중세 시대에는 벤치, 스툴, 그리고 매우 드문 형태의 어좌와 같은 의자가 지위를 나타내는 것으로 사용되었다. 스툴은 두 가지 형태가 있었는데, 보드형 또는 고딕 스툴은 양 끝에 두 개의 판자 같은 다리가 있는 짧은 벤치였고 단순한 선반 스툴도 있었다. 선반 스툴은 선반 의자와 윈저 의자의 선구자였다. 가장 단순한 스툴은 윈저 의자와 비슷했는데, 단단한 판자 좌석에 둥근 장부이음으로 세 개의 다리가 박혀 있었다. 이 단순한 스툴들은 아마도 아직 마르지 않은 좌석에 이미 마른 다리를 박는 생목 목공 기술을 사용했을 것이다. 좌석이 마르고 수축하면서 이음새는 단단히 고정된다. 이 다리들은 원래 단순한 가지나 기둥을 깎아 만들었으며, 나중에는 선반으로 깎은 형태로 발전했다.
오래된 스코틀랜드어 문서에서는 낮은 스툴을 "크리피(creepie)" 또는 "크리피-스툴"이라고 부를 수 있다.
세 다리 스툴은 17세기부터 존재하며, 이 시기의 초기 선반 스툴 그림도 존재한다. 세 다리 스툴의 용도 중 하나는 소젖을 짜는 농장 노동자들을 위한 것이다.
17세기에 이루어진 후기 발전으로 조인트 스툴이 만들어졌는데, 목공 이음의 발전된 기술을 사용하여 최소한의 목재로 긴 얇은 스핀들과 레일을 직각으로 연결하여 더 큰 상자형 스툴을 만들었다.

## 왕실 스툴
아프리카의 여러 왕국과 부족장국들은 의자 대신 스툴을 어좌로 사용하는 전통이 있었으며 지금도 그렇다. 그중 가장 유명한 것 중 하나인 가나의 아산테헤네의 황금 의자는 식민지 아프리카 역사상 가장 유명한 사건 중 하나인 영국과 아샨티족 간의 이른바 황금 의자 전쟁의 원인이 되었다.

## 등받이 스툴
등받이 스툴은 스툴과 의자 사이의 중간 단계를 나타낸다. 간단한 세 다리 선반 스툴은 뒷다리가 바깥쪽으로 연장되고 가로로 패드가 부착된다. 등받이 스툴은 항상 세 다리였으며, 중앙 뒷다리가 있었다.
선반 등받이 스툴은 다시 세 다리 선반 의자의 발전으로 이어졌는데, 등받이가 넓어지고 앞다리 연장선으로 이어지는 대각선 스핀들로 지지되었다. 시간이 지남에 따라 이 대각선 지지대가 더 커지고 높아지고 더 평평해져서 선반 팔걸이 의자 디자인으로 이어졌다.

### 현대 등받이 스툴
현대에는 "스툴"이라는 용어가 모호해졌고, 많은 종류에 등받이가 있다.
이는 특히 바 스툴, 즉 카운터에 앉기 위한 높은 스툴에서 흔하며, 종종 고정되어 있다. 이들은 스툴뿐만 아니라 의자의 발전으로, 서빙 테이블이나 카운터 주변에 밀집된 좌석을 허용하기 위해 더 작게 만들어졌다. 심지어 "등받이 없는 의자"라고도 불릴 수 있다. "전통적인 가정에서 인기 있는" 윈저 등받이 스툴의 한 종류에는 등받이가 있다.
이러한 등받이 스툴은 1900년경부터 발전했는데, 곡목과 같은 현대적인 재료와 나중에는 마르셀 브로이어가 바우하우스에서 작업한 굽은 강철 튜브의 등장과 함께였다. 이러한 등방성 재료는 더 이상 초기 스툴을 위해 개발된 전통적인 목공의 형태에 의존하지 않았으므로, 특정 다리 배치에 의존하지 않고도 강한 등받이를 임의로 부착할 수 있었다.

## 변형
- 접이식 발판 스툴
- 킥 스툴 또는 킥 스텝 스툴

## 갤러리

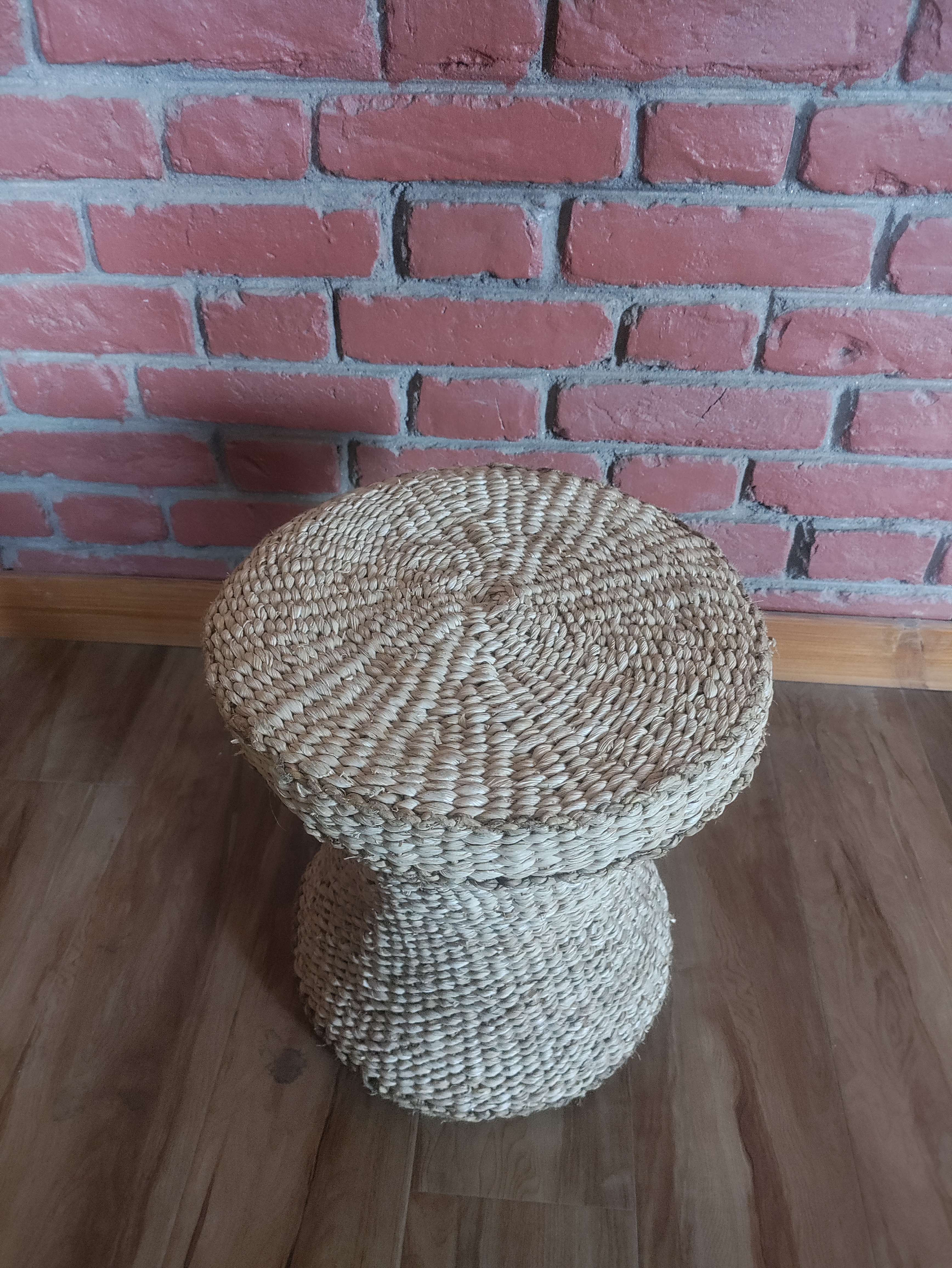
네팔에서 만든 수제 스툴
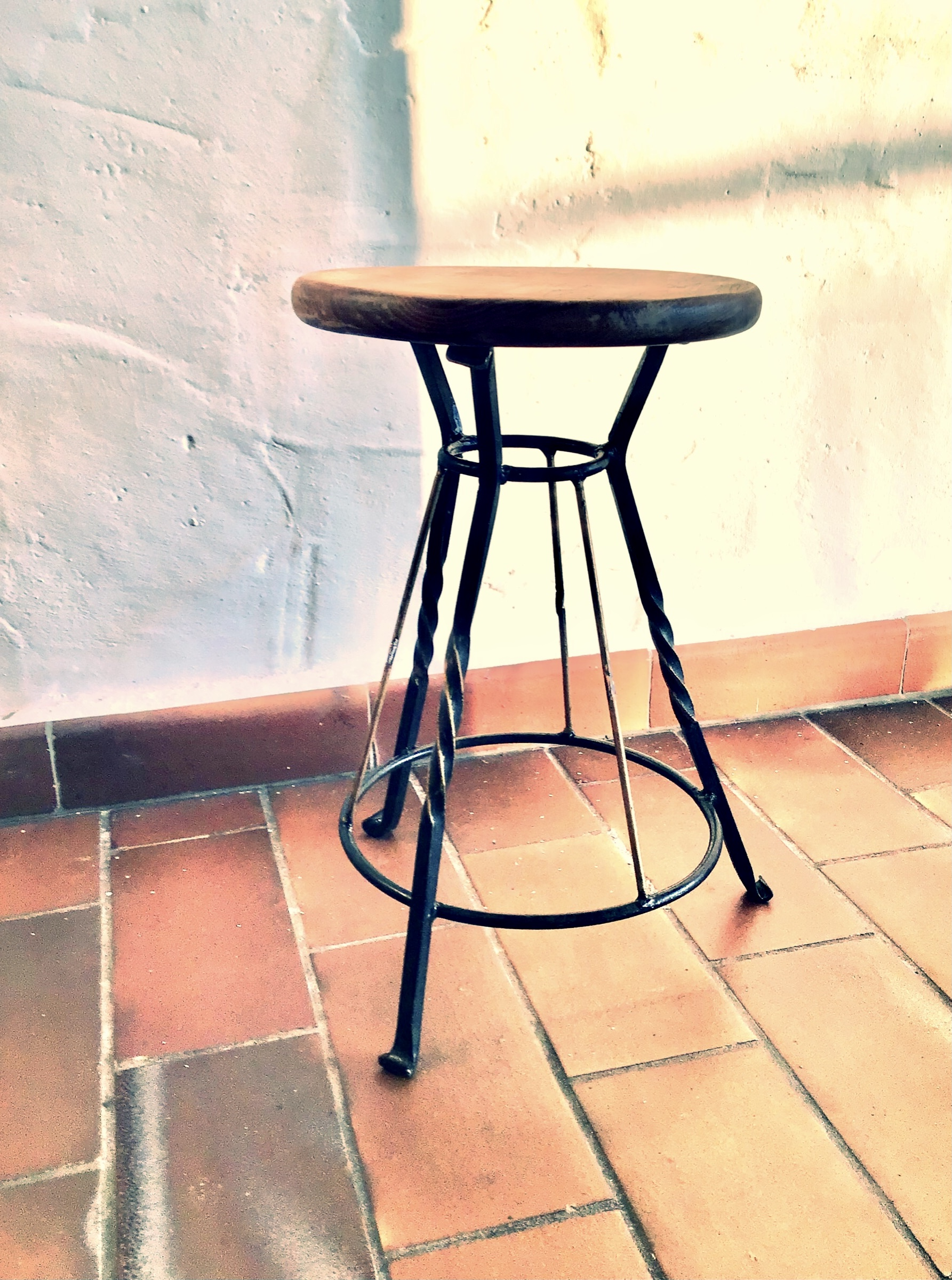
1910년 아일랜드섬 코크의 펍 스툴
목재로 만든 초기 현대 스툴
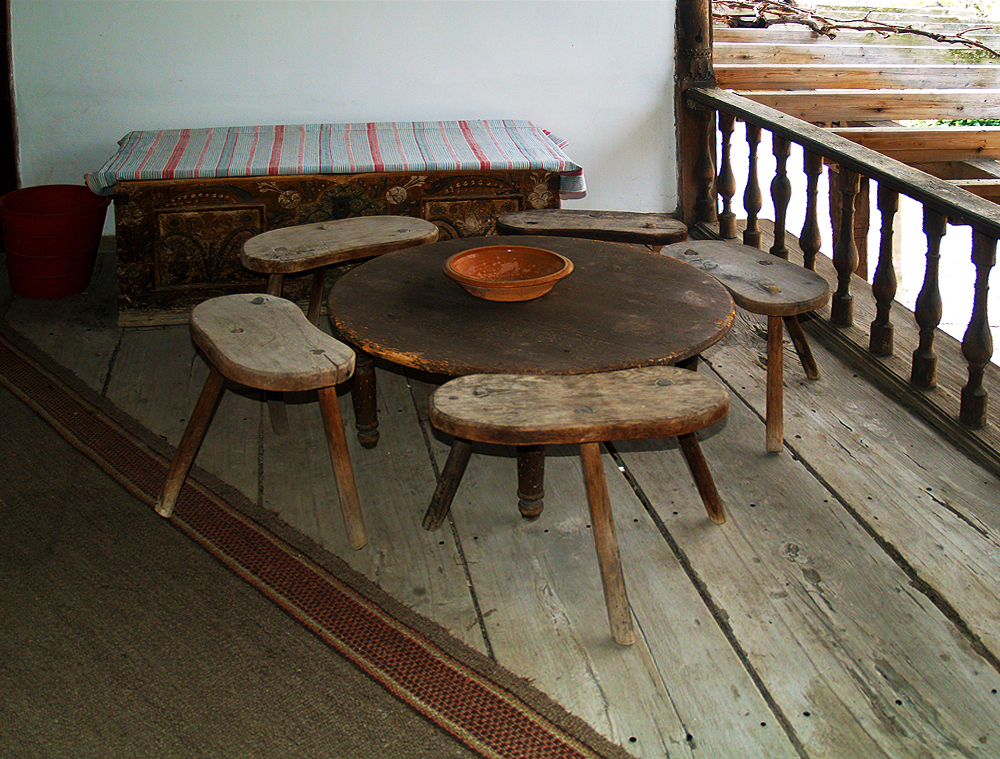
불가리아의 탁자와 스툴
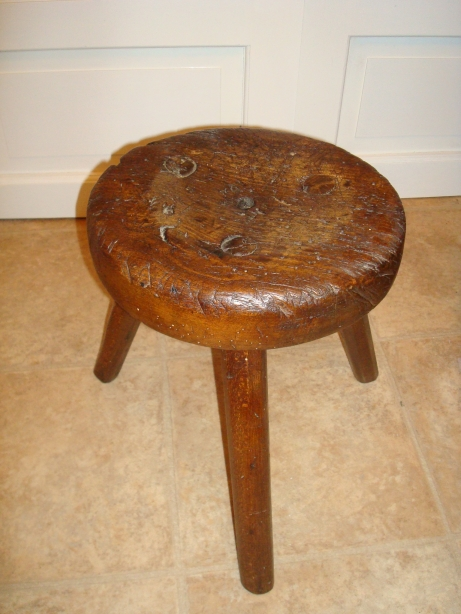
착유 스툴
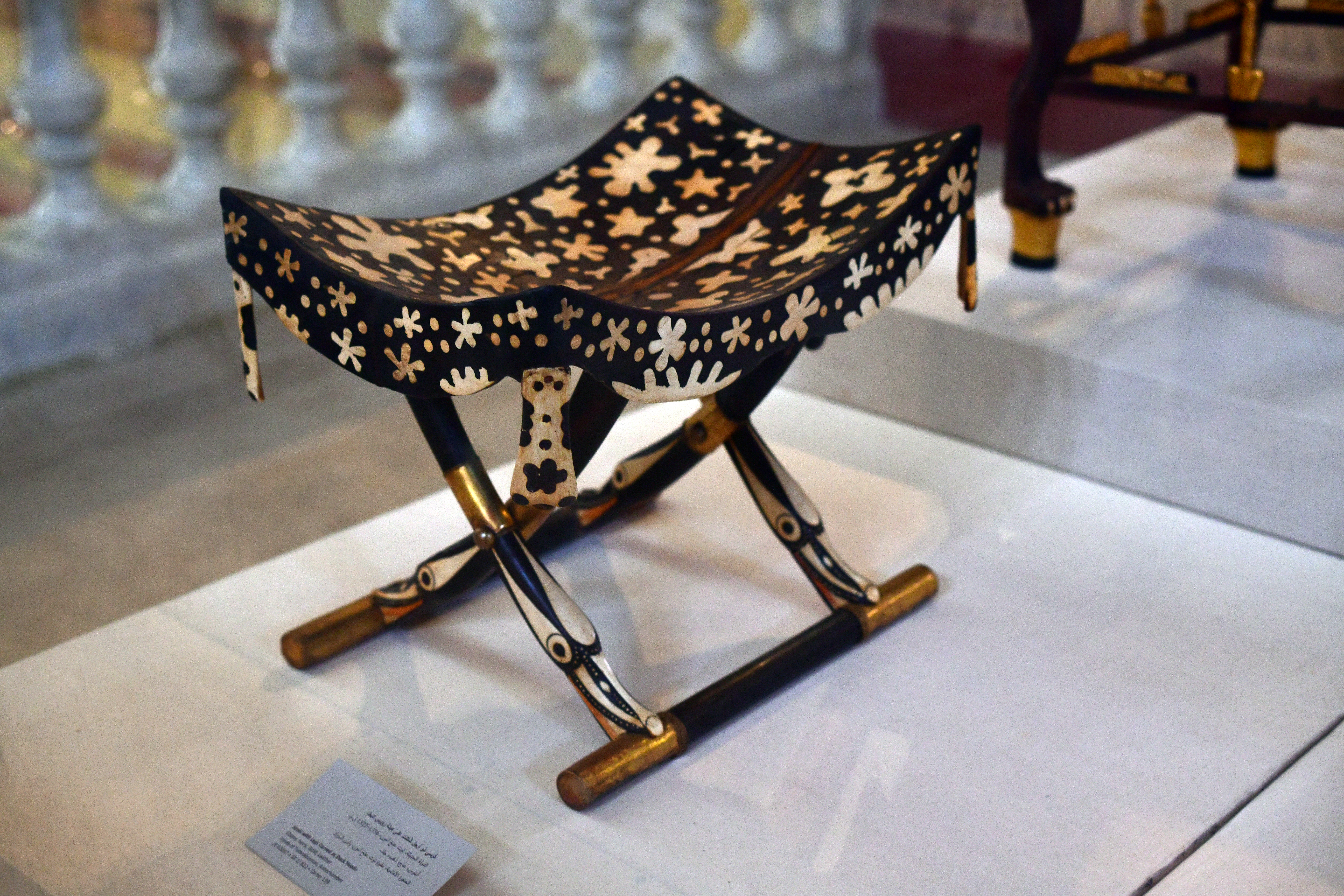
투탕카멘의 무덤에서 나온 투탕카멘 스툴
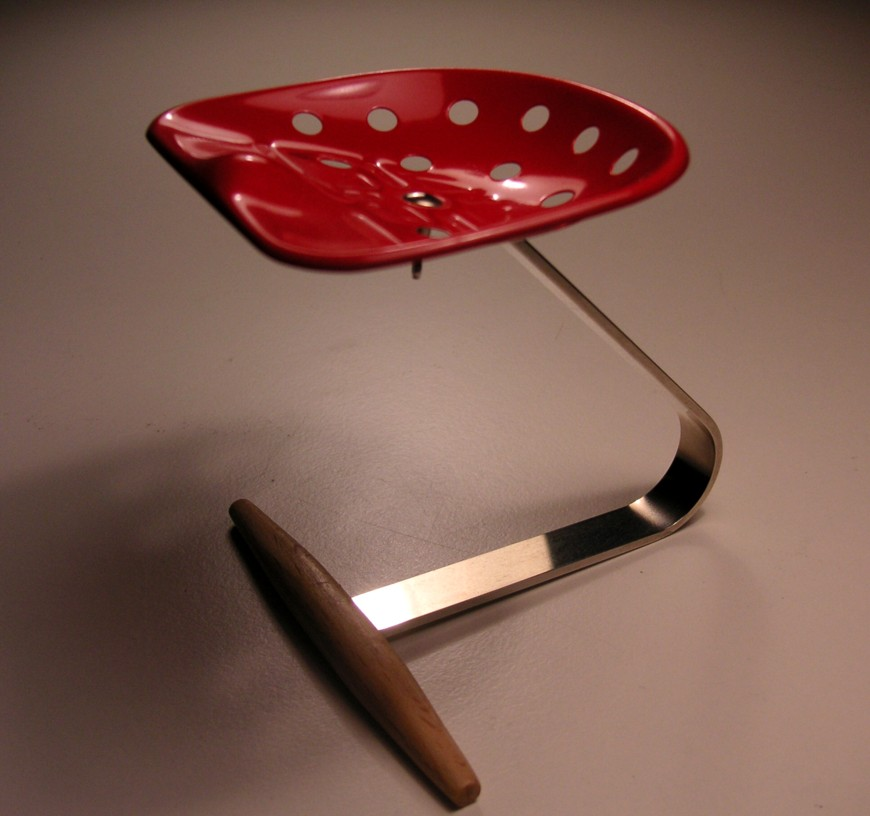
아킬레와 피에르 자코모 카스틸리오니가 자노타를 위해 디자인한 메차드로 스툴 (1957년)
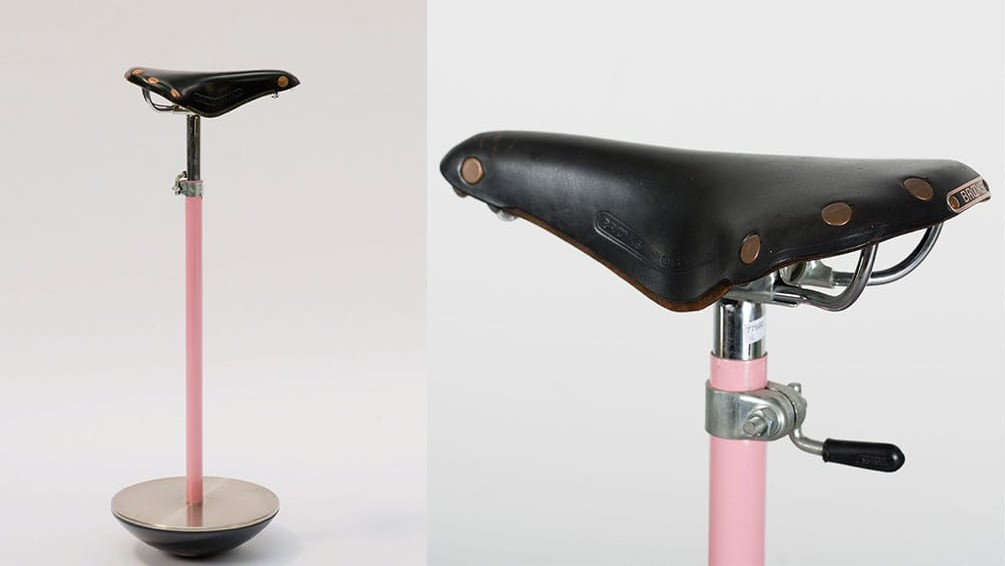
아킬레와 피에르 자코모 카스틸리오니가 자노타를 위해 디자인한 셀라 스툴 (1957년)

## 같이 보기
- 윈저 체어